# Museo Transformers
El Museo Transformers es un museo privado ubicado en la ciudad de Lima. El museo consta de una sala y parte de la colección fue donada por David Buenaño. Se inauguró en mayo de 2019 en Plaza Norte en el distrito de Independencia y luego se trasladó a Mall del Sur en el distrito de San Juan de Miraflores.
El museo exhibe las figuras de acción de la franquicia Transformers e incluye artículos como álbumes de cromos, historietas, cintas de video, revistas y libros.